# Mezzoforte
Mezzoforte er en funk-jazzfusionsgruppe fra Island, der blev grundlagt i Reykjavík i 1977. Navnet stammer fra det italienske musikudtryk mezzoforte, der betyder halvkraftigt. Gruppen er især kendt for instrumentalnummeret fra det fjerde album, Surprise Surprise, "Garden Party", der opnåede en 17. plads på den britiske hitliste i 1983. Nummeret, der er blevet brugt som kendingsmelodi i et populært tysk radioprogram fra stationen RIAS, har en markant solo, spillet på flygelhorn af englænderen Stephen Dawson. Også nummeret "Rockall" fra samme album har været brugt som kendingsmelodi på radioprogrammer i Europa.

## Karriere
De fire musikere (Eyþór Gunnarsson (keyboards), Friðrik "Frissi" Karlsson (guitar), Jóhann Ásmundsson (bas) og Gunnlaugur "Gulli" Briem (slagtøj)) var ved etableringen af Mezzoforte blot teenagere.
Skønt "Garden Party" blev gruppens eneste egentlige hit, opbyggede den en ganske stor verdensomspændende fanskare. I en årrække koncentrerede de enkelte musikere sig til tider om deres individuelle karrierer, men gruppen har aldrig officielt været opløst. De fire ungdomsvenner har trods til tider adskilt af lange distancer fastholdt kontakten. Gruppen havde egentlig i 1996 udsendt sit sidste studiealbum Monkey Fields, men den tyske musiker Wolfgang Haffner lokkede kvartetten frem fra sin dvale i 2004. I hans regi udsendte gruppen comeback-albummet Forward Motion. Med udsendelsen af koncert-dvd'en Live in Reykjavik fra 2008 kom gruppen for alvor tilbage i rampelyset og har siden turneret flittigt i koncerthaller, på festivaler samt i klubber. I sensommeren 2010 udkom albummet Volcanic, hvor man også kunne høre de nye medlemmer af gruppen, både som musikere, komponister og arrangører, men det var dog den rutinerede bassist, Jóhann Ásmundsson, der producerede albummet.
Bortset fra guitaristen Fissi Karlsson (der fortsat er med til at skrive flere numre og ind imellem også optræder med gruppen) er de oprindelige medlemmer stadig aktive i gruppen. Dertil kommer saksofonisten Oskar Gudjonsson (med fra 1996), percussionisten Thomas Dyani, trompetisten og keyboardspilleren Sebastian Studnitzky samt guitaristen Bruno Müller (begge tyskere og med fra 2006). Lejlighedsvis har gruppen haft tilknyttet gæstemusikere som basunisten Torbjørn Sunde (1994) og trompetisten Joo Kraus (2010).

## Diskografi
- Mezzoforte (1979)
- I Hakanum (1980)
- Thvilikt og annad eins (1982, kun udsendt i Island)
- Surprise Surprise (1982)
- Sprellifandi - Live at the Dominion (1983)
- Observations (1984)
- Rising (1985)
- No Limits (1986)
- Playing for Time (1989)
- Daybreak (1993)
- Monkey Field (1996)
- Forward Motion (2004)
- Live in Reykjavik (2008)
- Volcanic (2010)
- Islands (2012)
- Foward Motion (2021)